# Monique de Beer
Monique de Beer (* 29. Mai 1975 in Tilburg) ist eine ehemalige niederländische Rollstuhltennisspielerin.

## Karriere
Monique de Beer begann im Alter von 23 Jahren mit dem Rollstuhltennis und startete in der Klasse der Quadriplegiker.
Sie nahm an zwei Paralympischen Spielen teil. 2004 in Athen schied sie im Einzel im Viertelfinale gegen Nick Taylor aus. Im Doppel erreichte sie mit Bas van Erp das Halbfinale, das sie gegen Peter Norfolk und Mark Eccleston in drei Sätzen verloren. Das Spiel um Bronze gewannen sie im Anschluss gegen Sarah Hunter und Brian McPhate. 2008 in Peking nahm sie nur am Einzelwettbewerb teil, in dem sie bereits in der ersten Runde Peter Norfolk in zwei Sätzen unterlag. Nach dieser Partie beendete sie ihre Karriere.
Beim Wheelchair Tennis Masters erreichte sie 2006 das Endspiel der Doppelkonkurrenz. Mit Dorrie Timmermans-van Hall verlor sie dieses in zwei Sätzen gegen David Wagner und Nick Taylor.
In der Weltrangliste erreichte sie ihre besten Platzierungen im Einzel mit Rang 16 am 5. September 2005 und im Doppel mit Rang zehn am 26. Juli 2004.